# Hrabstwo Calumet
Hrabstwo Calumet (ang. Calumet County) – hrabstwo w stanie Wisconsin w Stanach Zjednoczonych.
Obszar całkowity hrabstwa obejmuje powierzchnię 397,03 mil² (1028,3 km²). Według szacunków United States Census Bureau w roku 2009 miało 44 739 mieszkańców. Jego siedzibą administracyjną jest Chilton.
Hrabstwo zostało utworzone w 1836. Nazwa pochodzi od kalumetu – fajki pokoju Menominów. 
Na obszarze hrabstwa znajdują się rzeki Killsnake, Manitowoc i Sheboygan oraz 8 jezior.

## Miasta
- Brillion – city
- Brillion – town
- Brothertown
- Charlestown
- Chilton – city
- Chilton – town
- Harrison
- New Holstein – city
- New Holstein – town
- Rantoul
- Stockbridge
- Woodville

## CDP
- Forest Junction

## Wioski
- Hilbert
- Potter
- Sherwood
- Stockbridge